# Löts kyrka, Östergötland
Löts kyrka var en tidigare kyrka i Linköpings stift. Den revs mellan 1801 och 1803.

## Historia
Löts kyrka var uppförd i sten och hade medeltida ursprung. Socknarna Borg och Löt slogs samma 1783 efter att man hade enats om att bygga en gemensam kyrka. Vid början av 1800-talet revs Borgs och Löts kyrka och stora delar av inredningen såldes på auktion. En ny kyrka byggdes mellan 1801 och 1803; kyrkan uppfördes mellan de gamla kyrkplatserna.

## Inventarier
- 49 stycken nummer i mässing till psalmer.
- Ett par stora altarstakar av tenn på altaret.
- Ett par mindre altarstakar av tenn på sakristians bord.
- Ett par altarstakar av tenn på läktaren.
- En stor flaska av tenn att ha vin i.
- En dopskål av tenn.
- Oblatask av silver (20 1⁄4 Lod).
- Brudkrona av silver med oäkta stenar (53 1⁄4 Lod).
- Kalk och paté i silver, förgyllda in och utvändigt (35 3⁄4 lod).
- En kanna i silver, förgylld innantill (49 1⁄4 lod).
- Kalk med pate i silver (44 lod).
- Sockenbudskalk med paté i silver, förgylld innantill (19 7⁄8 lod).
- Sockenbudskalk med paté i silver (12 lod).
- 20 stycken nummer målade på orgelläktaren i bläck.
- En skrivlåda.
- Ett par stora ljusstakar.
- En ringklocka i tornet.

### Orgel
1650 skänktes en orgel med sex stämmor av ryttmästaren Ingevald Crusebjörn och fru Helena Gyllenhorn. Baronessan Lejonsköld bekostade målningen. År 1700 renoverades orgelverket av orgelbyggare Johan Agerwall, Söderköping 1722 lagades bälgarna av sockenmannen Anders Johansson i Resebro. 1725 lagades orgelverket av Carl Björling, Östra Harg. 1762-1763 lagades orgeln med två vita skinn. Mellan 1769-1770 lagades orgelverket. 1778 reparerades och utökades orgelverket av orgeltramparen Johan Westelman, Norrköping. Orgeln approberades och godkändes samma år av musikanten Olof Askling, Norrköping.